# スマートブラジャー
スマートブラジャーはバイタルデータを取得する目的のウェアラブルデバイスである。

## 概要
着用することで特に意識せずにバイタルデータを取得できる。2020年時点でマイクロソフトを含む複数の企業が開発を競う状況が報告されている。次世代ウェアラブルデバイスの選択肢として注目されつつある。また米アパレルブランドのChico’s FasのSomaにより、胸部の形状を計測する機能に特化したスマートブラジャーであるSomainnofitブラも開発されている。

## 作動原理
導電性繊維を編み込まれたブラジャーが拍動や呼吸によって伸縮することにより導電性繊維の抵抗値や誘電体としての胸部の容量値の変化を検出する事により計測、数値化する。計測したデータは外部のコンピュータで記録、分析する。

## 被験者の評価
2020年7月時点では客室乗務員を対象とした試験では概ね好評との結果が報告されている。

## 論文
- Carroll, Erin A., et al. "Food and mood: Just-in-time support for emotional eating." 2013 Humaine Association Conference on Affective Computing and Intelligent Interaction. IEEE, 2013.